# Stenoplastis jipiro
Stenoplastis jipiro är en fjärilsart som beskrevs av Paul Dognin 1893. Stenoplastis jipiro ingår i släktet Stenoplastis och familjen tandspinnare. Inga underarter finns listade i Catalogue of Life.